# Ян Янсзон
Ян Янсзон ван Гарлем (нід. Jan Janszoon van Haarlem, ~1570 Гарлем — ~1641 Марокко?), широко відомий також як Мурат-реїс молодший (тур. Küçük Murat Reis) — відомий берберський корсар голландського походження. Народився в Голландії в протестантській родині, але після захоплення в полон берберськими піратами в 1618 році став ренегатом і навернувся в іслам. Розпочав свою кар'єру берберського пірата в Алжирі, а з часом став одним із найвідоміших корсарів Республіки Сале, що існувала в XVII століття однойменному місті Сале на атлантичному узбережжі Марокко. Він брав участь у заснуванні цієї піратської республіки і став її першим губернатором і гранд-адміралом. Був захоплений в полон лицарями-госпітальєрами і декілька років перебував в ув'язненні на Мальті, але зміг втекти. Наприкінці кар'єри Янсзон перебував на посаді губернатора Уалідії, марокканського портового міста на атлантичному узбережжі.

## Раннє життя
Ян Янсзон народився в 1570 році в Гарлемі у провінції Голландія, що в той час повстала проти Габсбурзькій монархії. Вісімдесятилітня війна між голландськими повстанцями та Іспанською імперією за короля Філіпа II почалася за сім років до його народження і тривала протягом всього його життя. Про його раннє життя відомо небагато. У 1595 році він одружився з Саутген Кейв і мав від неї двох дітей, Едварда і Лісбет. 
Після смерті Саутген, приблизно в 1600 році, він одружився або вступив у союз з мавританкою Маргаритою в іспанській Картахені. Від неї у Яна було чотири сини: Авраам, Антоній, Філіп і Корнеліс. Ентоні став одним із перших європейських поселенців Нового Амстердама. 

## Капер
У 1600 році Ян Янсзон почав свою кар'єру як голландський капер, з портом приписки в Гарлемі. Він працював на державу на підставі каперської грамоти, що надавала право атакувати іспанські кораблі під час Вісімдесятирічної війни. Але, оскільки така діяльність приносила більше слави, ніж прибутків, Янсзон вийшов за межі дії легальних каперських документів і знайшов пристанок в напівнезалежних портових державах Берберського узбережжя Північної Африки, звідки в нього була можливість атакувати кораблі будь-якої іноземної держави: коли він нападав на іспанське судно, він піднімав прапор Нідерландів, коли ж він нападав на когось іншого, він ставав османським капітаном і піднімав прапор якогось з напівнезалежних північоафриканських султанатів або Османської імперії з півмісяцем та зіркою. У цей період він припинив стосунки зі своєю голландською родиною.

## В полоні у берберських корсарів Алжиру

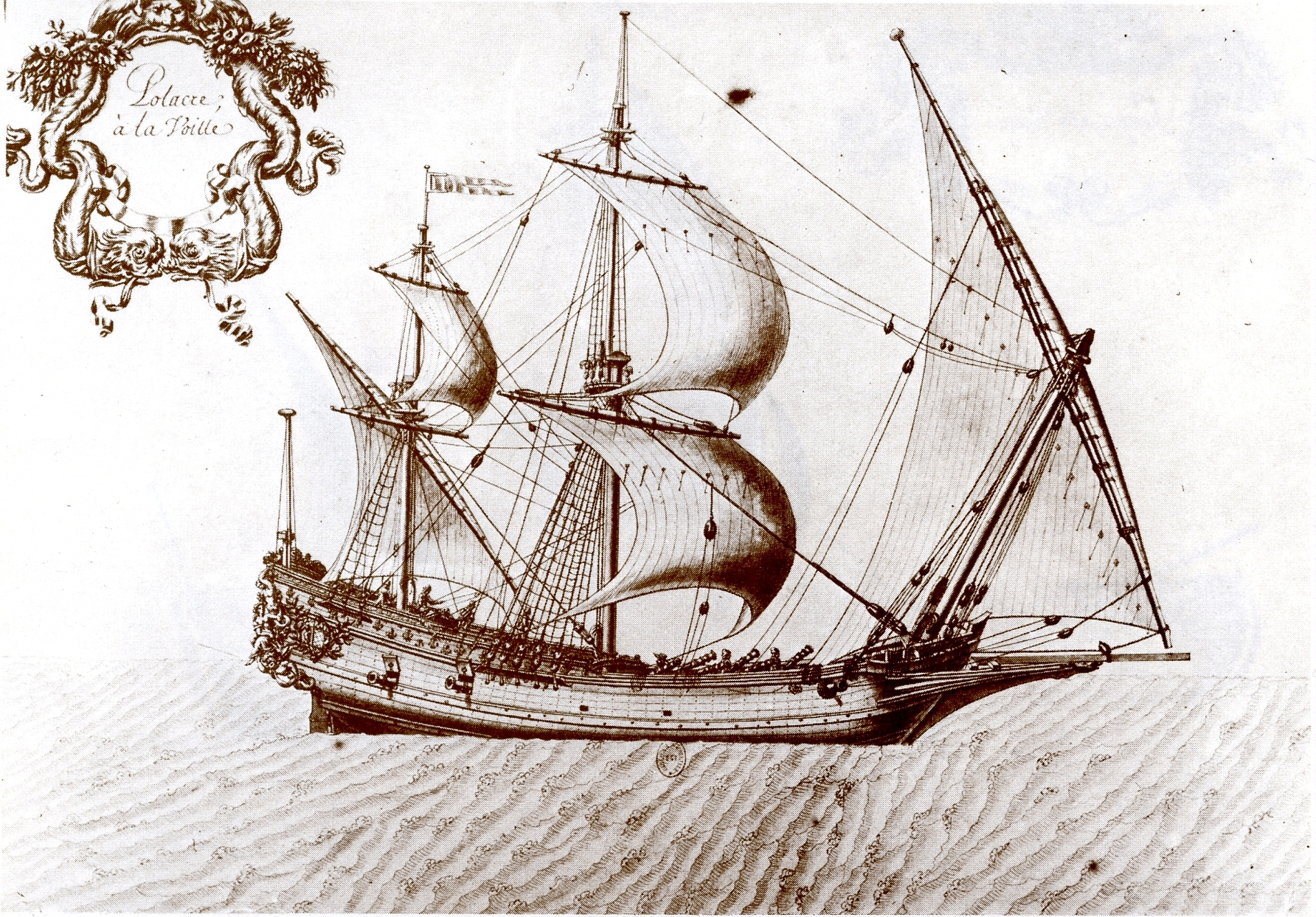
Полакка (Jean Joule, 1679). Цей тип корабля активно використовувався берберськими піратами XVII ст., і, зокрема Мурат-реїсом

В 1618 році Янсзон був захоплений в полон на Лансароте (один з Канарських островів) берберськими корсарами і доставлений до Алжиру. Там він навернувся в мусульманство. Деякі історики припускають, що навернення було вимушеним. Сам Янсзон, проте, в подальшому дуже активно намагався навернути у мусульманство своїх співвітчизників, які були християнами, і проявив себе пристрасним мусульманським місіонером. Після навернення Янсзона в іслам він отримав ім'я Мурат-реїс і приєднався до своїх викрадачів, щоб стати берберським корсаром, які діяли на північноафриканському узбережжі Середземного моря за прямої чи опосередкованої підтримки Османської імперії. Він плавав в якості кормчего у флоті відомого корсара Сулейман-реїса, що також за походженням був голландцем на ім'я Іван Діркі де Веенбур, якого Янсзон знав ще до свого полону і який також прийняв іслам. Їх часто супроводжував інший відомий берберський пірат голландського походження Симон де Дансер. Але, оскільки Алжир уклав мир з кількома європейськими державами, він перестав бути зручним місцем для реалізації піратами своєї здобичі. Після того, як його капітан Сулейман-реїс загинув від влучання гарматного ядра в морській битві біля Картахени у 1619 році, Янсзон в пошуках більш зручного для піратського промислу місця перебрався з Середземного моря на Атлантичне узбережжя Африки — до стародавнього марокканського порту Сале.

## Республіка Сале

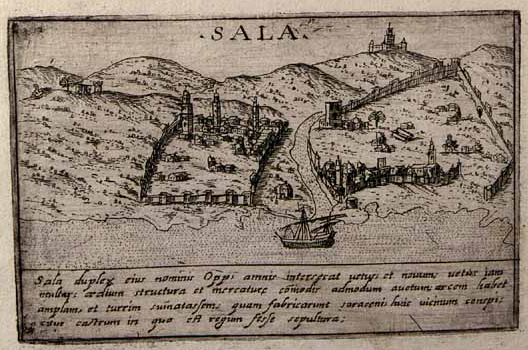
Сале в 1600-х роках

Сале номінально підпорядковувся султану Марокко Зідану Абу Маалі з династії Саадитів. Але у 1619 році, невдовзі після прибуття в місто Янсзона, корсари Сале оголосили порт незалежною республікою, вільною від влади марокканського султана. Вони обрали Янсзона своїм Каїдом (губернатором) і одночасно гранд-адміралом корсарського флоту Сале. Флот корсарської Республіки Сале налічував близько вісімнадцяти кораблів, усі невеликих розмірів через дуже мілкий вхід у гавань, відгороджену від моря піщаною косою (баром).
Після невдалої облоги міста, султан Марокко Зідан Абу Маалі визнав його політичну автономію, хоча місто продовжувало сплачувати султану податки в розмірі 10 % від доходів. Всупереч поширеній думці, що султан повернув собі суверенітет над Сале і у 1624 році призначив Янсзона губернатором, схоже, що султан був змушений визнати факт обрання Янсзона, формально призначивши його своїм губернатором, щоб зберегти принаймні видимість своєї влади над містом.
Під керівництвом Янсзона справи у Сале процвітали. Основними джерелами доходів цієї республіки залишалися піратство та його промисли, судноплавство та торгівля захопленим майном. Історики відзначають розум і хоробрість Янсзона, які виражалися в його лідерських здібностях. Своїм заступником і помічником він призначив свого земляка з Нідерландів Матіса ван Бостель Остерлінка, який служив його віце-адміралом.
Янсзон став дуже багатим за рахунок свого доходу як піратського адмірала, платежів за якірну стоянку та інших портових зборів, а також посередництва з реалізації захопленого майна та товарів. Під час перебування в Марокко, Янсзон докладав зусиль щоб звільняти голландських полонених від полону у інших піратів і запобігати їх продажу в рабство.

### Зустріч з голландською родиною
Янсзон нудився своїми службовими обов'язками на березі і час від часу знову виходив в море. У 1622 році Янсзон і його екіпаж відпливли в Ла-Манш, щоб спробувати свою піратську вдачу там. Коли у них закінчилися запаси, вони пришвартувалися під марокканським прапором в порту Вере, Зеландія, вимагаючи дипломатичних привілеїв через його офіційну посаду адмірала Марокко (що було насправді дуже вільним поняттям в умовах північноафриканської політики). Влада Нідерландів не могла відмовити двом кораблям у доступі до Вере, оскільки на той час між султаном Марокко та Голландською Республікою існувало кілька мирних договорів і торгових угод. Під час якірної стоянки влада Нідерландів привезла в порт першу дружину та дітей Янсзона, щоб переконати його відмовитися від піратства. Проте ця стратегія не мала успіху. В підсумку Янсзон і його екіпаж покинули порт із багатьма новими голландськими добровольцями, незважаючи на заборону піратства в Нідерландській республіці.

### Захоплення Ланді
У 1627 році Янсзон захопив острів Ланді в Бристольській затоці і утримував його протягом п'яти років, використовуючи острів як базу для рейдерських набігів.

### Напади в Ісландії

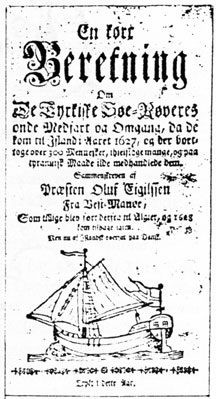
Книга Олафура Егілссона з описом його пригод, після того, як він був захоплений в полон Мурат-реїсом молодшим під час нападу на Ісландію

У 1627 році Янсзон використав данського «раба» (скоріше за все, члена екіпажу, захопленого на данському кораблі, взятому як піратський приз), щоб знайти шлях до Ісландії. Там його корсари 20 червня 1627 здійснили набіг на рибальське село Гріндавік. Їхні здобутки були мізерними, лише трохи солоної риби та кільк а шкур, але їм вдалось також захопили біля двох десятків ісландців, а також декілька данських моряків, які випадково опинилися в селі. Крім того, під час виходу з Гріндавіка Янсзону, з використанням чужого прапора вдалося також підступом захопити датське торгове судно. 
Далі кораблі Янсзона відпливли до Бессастадіра, де планували пограбувати резиденцію данського губернатора Ісландії, але не змогли здійснити висадку — за описами їм зашкодив гарматний вогонь з місцевих укріплень (Bessastaðaskans) та швидко зібраний загон кінних пікінерів з Судурнеса. Вони вирішили відплисти додому в Сале, де продали своїх полонених як рабів.
Буквально за декілька днів, 4 липня до Ісландії прибули інші два корсарські кораблі, але не з марокканського Сале, а з Алжиру, які, імовірно, якось були пов'язані з набігом Янсзона, і також здійснили там грабіжницький набіг. Потім вони відпливли до Вестманнейджара біля південного узбережжя і також три дні займались там грабунками. Цей другий напад корсарів став відомий в Ісландії як Турецькі викрадення (ісл. Tyrkjaránið), оскільки більшість берберських держав (крім Марокко), принаймні номінально входили до складу Османської імперії.
Згідно розповідей поневолених ісландців, що знаходились на кораблях корсарів, умови для жінок і дітей були нормальними, оскільки їм було дозволено пересуватися по всьому кораблю, за винятком квартердеку (кормової надбудови). Вказувалось, що пірати навіть ділились з дітьми їжею зі своїх власних часток. З жінкою, що народила на борту корабля, поводились гідно, пірати забезпечили їй конфіденційність і додатковий одяг. Чоловіків помістили в трюм кораблів і після того, як кораблі відійшли далеко від землі і втеча стала неможливою, зняли з них ланцюги. Незважаючи на популярні твердження про поводження з полоненими, у звітах ісландців не згадується про зґвалтування полонянок під час подорожі, однак Гудрідур Сімонардоттір, одна із небагатьох полонених, що згодом повернулась до Ісландії, була продана у рабство як наложниця.

## Повернення в Алжир
В 1627 році, в той час, коли Янсзон здійснював свій рейд на Ісландію, політична ситуація у корсарській республіці ускладнилась. Марабут і джихадист Сіді аль-Аячі зі Старого Сале підняв заколот проти султана і, відмовивши сплачувати останньому данину, оголосив про повну незалежність республіки. Так чи інакше до цього заколоту приєднались корсари з Нового Сале і Касби. Роль в цих подіях самого Яна Янсзона незрозуміла, відомо лише, що незабаром після повернення з Ісландії, Янсзон разом зі своєю сім'єю залишив Сале і перебрався назад до Алжиру, що формально перебував під владою Османської імперії, де отримав якусь офіційну посаду.

### Набіги в Середземному морі
Перебуваючи в Алжирі, Мурат-реїс здійснював набіги на острови в Середземному морі, такі як Балеарські острови, Корсика, Сардинія та південне узбережжя Сицилії. Захоплену здобич він часто продавав у Тунісі, де він підтримував добрі відносини з місцевими Деями. Відомо, що він також здійснював рейди в Іонічному морі. З екіпажем корсарів, що складався з голландців, морисків, арабів, турків та елітних яничарів він нападав на венеційські кораблі біля берегів Криту та Кіпру.

### Пограбування Балтимора в Ірландії
В 1631 році, пробувши в морі два місяці без якихось значних здобутків, Янсзон звернувся до полоненого, узятого в подорож, католика на ім'я Джон Хакетт, за інформацією про те, де можна здійснити прибутковий рейд. Протестантські жителі Балтимора, маленького містечка в Західному Корку, Ірландія, викликали незадоволення у місцевих католиків ірландців, оскільки вони оселились на землях, конфіскованих англійцями у ірландського клану О'Дрісколл. Хакетт направив Янсзона до цього міста, населеного протестантами і подалі від свого. Янсзон позграбував Балтимор 20 червня 1631 року, захопивши невелику здобич, але взявши 108 полонених, яких продав як рабів у Північній Африці. Кажуть, що Янсзон звільнив захоплених ірландців і залишив у полоні лише англійців-протестантів. Незабаром після звільнення, Хакетт був заарештований і повішений за свій злочин. «Не було жодного християнина, який би не плакав і не сумував при вигляді стількох чесних дівчат і стількох добрих жінок, потрапивих у полон до цих жорстоких варварів». Лише двоє жителів поселення згодом змогли повернутися на батьківщину.

### Франко-марокканський договір 1631 р
Завдяки знанню декількох мов і місцевих звичок та традицій, під час перебування в Алжирі Янсзон сприяв укладанню франко-марокканського договору 1631 року між французьким королем Людовіком XIII та султаном Абу Марваном Абд аль-Маліком II.

## В полоні у мальтійських лицарів

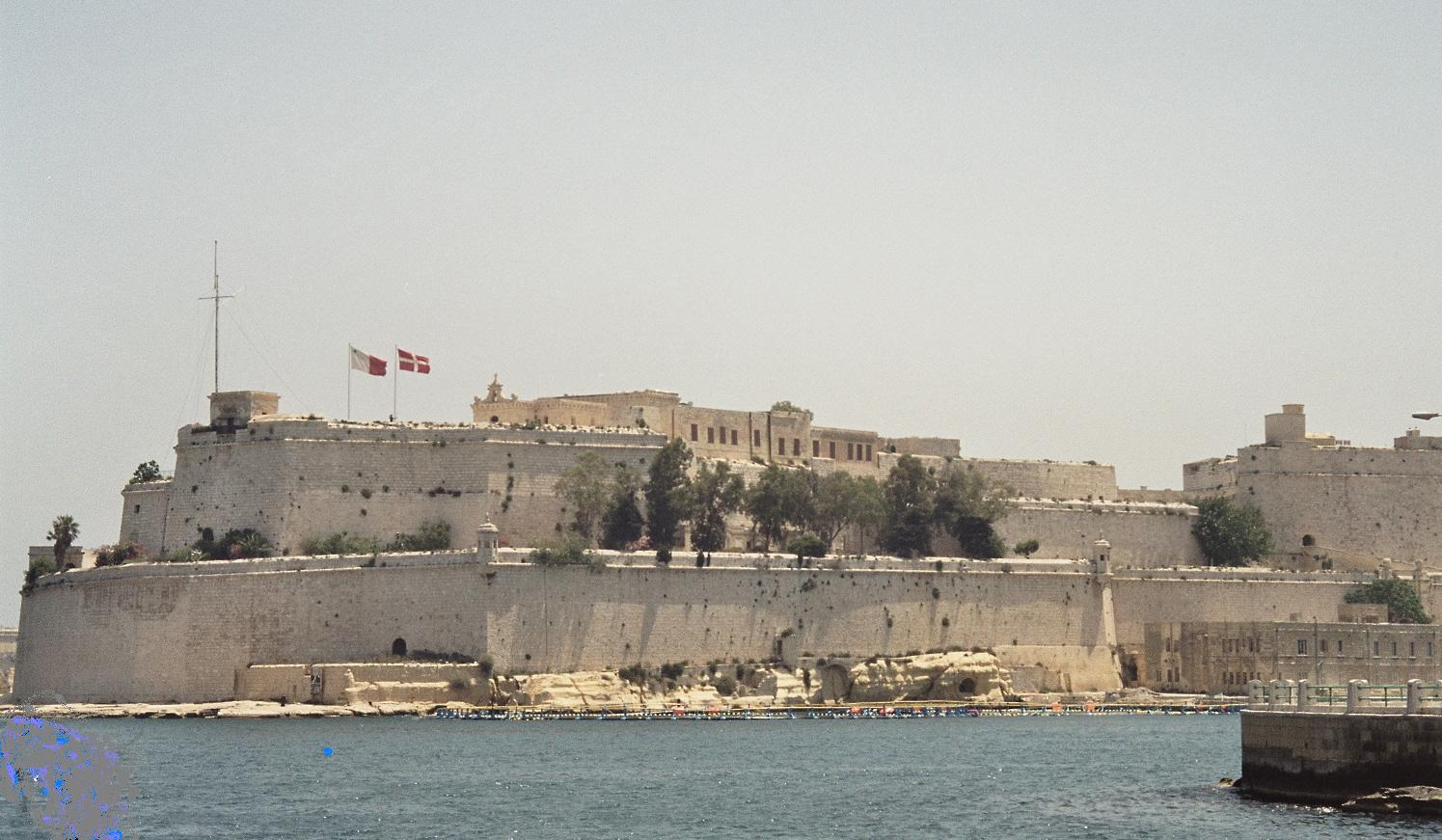
Форт Сент-Анджело у Валлетті, Мальта

У 1635 році біля узбережжя Тунісу на кораблі Мурат-реїса несподівано напав більш чисельний флот Мальтійських лицарів-госпітальєрів. Він і багато його людей були захоплені в полон. Мурат-реїс був ув'язнений у сумнозвісних підземеллях острова, де його катували і утримували в край жорстких умовах, через що в нього суттєво погіршився стан здоров'я. З великими труднощами йому вдалось втекти у 1640 році, під час масштабної атаки корсарів, яку ретельно спланував Дей Тунісу, щоб врятувати своїх колег-моряків і корсарів. Після повернення з мальтійського полону його з повагою та шаною зустріли у Марокко та сусідніх берберських державах.

## Втеча та повернення до Марокко
Після того, як Янсзон повернувся до Марокко в 1640 році, він був призначений губернатором великої фортеці Уалідія поблизу Сафі і проживав у замку Маладія. У грудні 1640 року прибув корабель з новим голландським консулом, який привіз із собою Лісбет Янсзон ван Гарлем, дочку Янсзона від його першої голландської дружини, щоб дати їй можливість зустрітись із батьком. Коли Лісбет прибула, Янсзон зустрів її «сидючи з великою пишністю на килимі з шовковими подушками в оточенні своїх слуг». Тим не менш вона відзначила, що на той час Мурат-реїс став вже досить літнім чоловіком з підірваним здоров'ям. Лісбет залишалася з батьком до серпня 1641 року, після чого повернулася до Голландії. З того часу про Янсзона відомо небагато. Ймовірно, з часом він пішов у відставку з посади губернатора і припинив піратський промисл. Дата його смерті залишається невідомою.

## Шлюби та діти
У 1596 році від невідомої голландки народилася перша дитина Янсзона, Лісбет Янсзон ван Гарлем. 
Вже після того, як Янсзон став капером, він зустрів і одружився з якоюсь жінкою в іспанській Картахені. Щодо її особистості є різні погляди, але є загальний консенсус, що вона належала до людей багатоетнічного походження, яких в Іспанії узагальнено називали «мавританцями». Одні історики вважають, що вона була звичайною наложницею, інші стверджують, що вона була мусульманкою мудехаркою, яка працювала на християнську дворянську родину, а є й такі, що називають її «мавританською принцесою». Від цього шлюбу у Янсзона народилося четверо дітей: Абрахам Янсзон ван Сале (1602 р.н.), Філіп Янсзон ван Сале (1604 р.н.), Ентоні Янсзон ван Сале (1607 р.н.) і Корнеліс Янсзон ван Сале (1608 р.н.).
Є припущення, що Янсзон втретє одружився з дочкою марокканського султана Зідана Абу Маалі в 1624 році.

## В популярній культурі
- У 2009 році у Нідерландах ставилась п'єса, заснована на піратських пригодах Янсзона — «Jan Janszoon, de blonde Arabier», написана Карімом Ель Геннуні[22].
- «Поганий дідусь: Балада про Мурада капітана» — дитячий вірш про Янсзона, опублікований у 2007 році[23].
- Янсзон є ключовим антагоністом в історичному романі Діджея Манро «Раб фортуни» (2015 р)[24].

## Імена
Серед мусульман Янсзон був відомий як Мурат-реїс, Морат-реїс або Морат.
Його голландське імя іноді пишеться як Ян Янсен і Ян Янс.
Мав піратські прізвиська Маленький Джон Уорд, Джон Барбер («Перукар»), Капітан Джон і Кейд Морато.